# Río Esqueiro
El río Esqueiro es un río costero del norte de la península ibérica que discurre por el occidente de la región española de Asturias.

## Curso
El Esqueiro nace cerca de Monès, en el concejo de Valdés. Atraviesa las poblaciones de Soto de Luiña, San Martín de Luiña y Arcallana y desemboca en el mar Cantábrico, en la playa de San Pedro de La Ribera, concejo de Cudillero, tras un recorrido de 15 km.
Sus afluentes principales son los ríos Panizal, la Piedra, Llanteiru y Arquillina.

## Fauna
Según muestreos de pesca eléctrica acometidos entre los años 1997 y 2019, referencias bibliográficas y comunicaciones orales fidedignas, en el río Esqueiro se han detectado especímenes de  anguila y salmón.